# Condado de Lewis and Clark
O Condado de Lewis and Clark é um dos 56 condados do estado norte-americano de Montana. A sede de condado é Helena, que é também a sua maior cidade. O condado tem uma área de 9060 km² (dos quais 96 km² estão cobertos por água), uma população de 55 716 habitantes, e uma densidade populacional de 6 hab/km² (segundo o censo nacional de 2000). O condado foi fundado em 1864 e o seu nome é uma homenagem aos líderes da Expedição de Lewis e Clark, que foi a primeira grande expedição exploratória do continente norte-americano, partindo do Leste e indo em direção ao Oeste até a costa do Oceano Pacífico, com posterior retorno.